# Tiina Lindfors
Tiina Tuulikki Lindfors, född 14 april 1958 i Helsingfors, är en finländsk dansare och koreograf. 
Lindfors verkade 1980–1987 som dansare i dansteatergruppen Jazz-Point och var 1989 med om att grunda dansteatern Eri, som delvis genom hennes insatser har blivit en av den finländska moderna dansens viktigaste ensembler. Hon har gjort drygt 67 koreografier, av vilka kan nämnas Olennainen (1988), Pikku prinssi (1994), Takti (1997), Erilaista Bachia (2000), Enkelit (2004), Samassa kolme unta (2006), Vapauden vanki (2007) och En klänning av snö (2007). Musiken intar en central plats i Lindfors ställningstagande och med teaterns uttrycksmedel laborerande danskonst. Hon har blivit prisbelönad av bland annat Finska litteratursällskapet (1999) och Svenska kulturfonden (2005).